# Lucey, Côte-d'Or
Lucey är en kommun i departementet Côte-d'Or i regionen Bourgogne-Franche-Comté i östra Frankrike. Kommunen ligger i kantonen Recey-sur-Ource som tillhör arrondissementet Montbard. År 2022 hade Lucey 56 invånare.

## Befolkningsutveckling
Antalet invånare i kommunen Lucey
Referens:INSEE